# Andrzej Gembicki (zm. 1688)
Andrzej Gembicki herbu Nałęcz (zm. 1688) – podkomorzy poznański.
Syn Krzysztofa, kasztelana gnieźnieńskiego i Krystyny Sapieżanki. Poślubił w 1663 roku Barbarę Katarzynę Czarnkowską, córkę Franciszka Sędziwoja Czarnkowskiego, kasztelana poznańskiego. Małżeństwo zakończyło się rozwodem 1676. Barbara Katarzyna Czarnkowska po rozwodzie wstąpiła do zakonu. Druga żona Katarzyna była córką Krzysztofa Grzymułtowskiego, kasztelana poznańskiego. Z małżeństwa urodziła się córka Helena. Córka Andrzeja, Helena Gembicka poślubiła Adama Iwańskiego, kasztelana brzesko-kujawskiego. Synowie Józef i nieznany z imienia syn zmarli w młodym wieku.
Posiadał majątek ziemski Łabiszyn. 
Był dworzaninem królewskim, starostą nowodworskim, kościańskim, ujskim i pilskim. Poseł sejmiku średzkiego na sejm 1665 roku. Poseł na sejm jesienny 1666 roku z sejmiku średzkiego województwa poznańskiego i kaliskiego. Był elektorem Michała Korybuta Wiśniowieckiego z województwa poznańskiego w 1669 roku. Był posłem od króla Michała Korybuta Wiśniowieckiego do cesarza. Od 1670 pełnił obowiązki łowczego nadwornego koronnego. Od roku 1686 sprawował urząd podkomorzego poznańskiego.
Poseł sejmiku malborskiego na sejm 1677 roku, poseł sejmiku łęczyckiego  na sejm 1678/1679 roku, poseł sejmiku średzkiego na sejm 1681 roku, sejm 1683 roku i sejm 1685 roku.